# Authentik Canada
 (avril 2013).
Authentik Canada est une agence de voyages réceptive canadienne spécialisée dans l’organisation de voyages sur mesure au Canada pour les familles et les couples. 
La société a été fondée en octobre 2002 par deux Québécois, Simon Lemay et Jason Lehoux, et incorporée en vertu des lois canadiennes. Son siège social est situé à Montréal. Elle est la sœur jumelle d'Authentik USA, qui propose les mêmes services aux États-Unis.
La provenance de la clientèle d'Authentik Canada est essentiellement européenne. 

« Les Français forment 85 % de la clientèle et « tripent solide » sur la Gaspésie, les bus jaunes et la gentillesse de leurs cousins. Mais la francophonie mondiale, de la Belgique à l’île de La Réunion – à l’exception des Québécois, allez savoir ! -, est aussi séduite par l’authentique cabane en bois rond, le safari-photo à l’ours noir et le raid à « moto sur neige », entre autres.  L'Actualité »